# Metareva susumuca
Metareva susumuca là một loài bướm đêm thuộc phân họ Arctiinae, họ Erebidae.